# Félix Díaz (beisbolista)
Félix Antonio Díaz (Las Matas de Farfán, 27 de julio de 1980) es un ex lanzador dominicano que jugó en las Grandes Ligas de Béisbol para los Medias Blancas de Chicago en la temporada 2004. Díaz batea y lanza a la derecha. 
En una temporada en las mayores, Díaz registró un récord de 2-5 con 33 ponches y una efectividad de 6.75 en 18 partidos lanzados (siete como abridor). Díaz también jugó en Japón, con los Hokkaido Nippon-Ham Fighters de la Liga del Pacífico en 2006, pero fue despedido después de un comienzo desalentador.
En noviembre de 2006, Díaz firmó con los Nacionales de Washington un contrato de ligas menores. A finales de julio de 2007, fue liberado y unos días más tarde firmó un contrato de ligas menores con los Medias Rojas de Boston. 
Firmó con los Kia Tigers de la Liga Coreana durante la temporada 2008.